# Bloomberg Television

Logo von 2007

Ehemaliges Logo

Bloomberg Television ist eine internationale Nachrichtensendergruppe, die sich auf Wirtschafts- und Finanzthemen spezialisiert hat. Sie wird vom Unternehmen Bloomberg L.P. von Michael Bloomberg betrieben.
Bloomberg L.P. veranstaltet Bloomberg Television in Europa, Asien, Australien, dem Pazifikraum sowie Nord- und Südamerika in englischer Sprache. Des Weiteren werden ein Radioprogramm und diverse Podcastkanäle angeboten.

## Bloomberg Deutschland
Am 1. August 1997 erhielt die Bloomberg L.P. von der Hessischen Landesanstalt für privaten Rundfunk die Genehmigung, ihr deutschsprachiges Programm bundesweit auszustrahlen. Am 9. März 2009 wurde das deutschsprachige Programm eingestellt. Chefredakteur des deutschen Ablegers war zuletzt Wilhelm Kötting.

### Programm

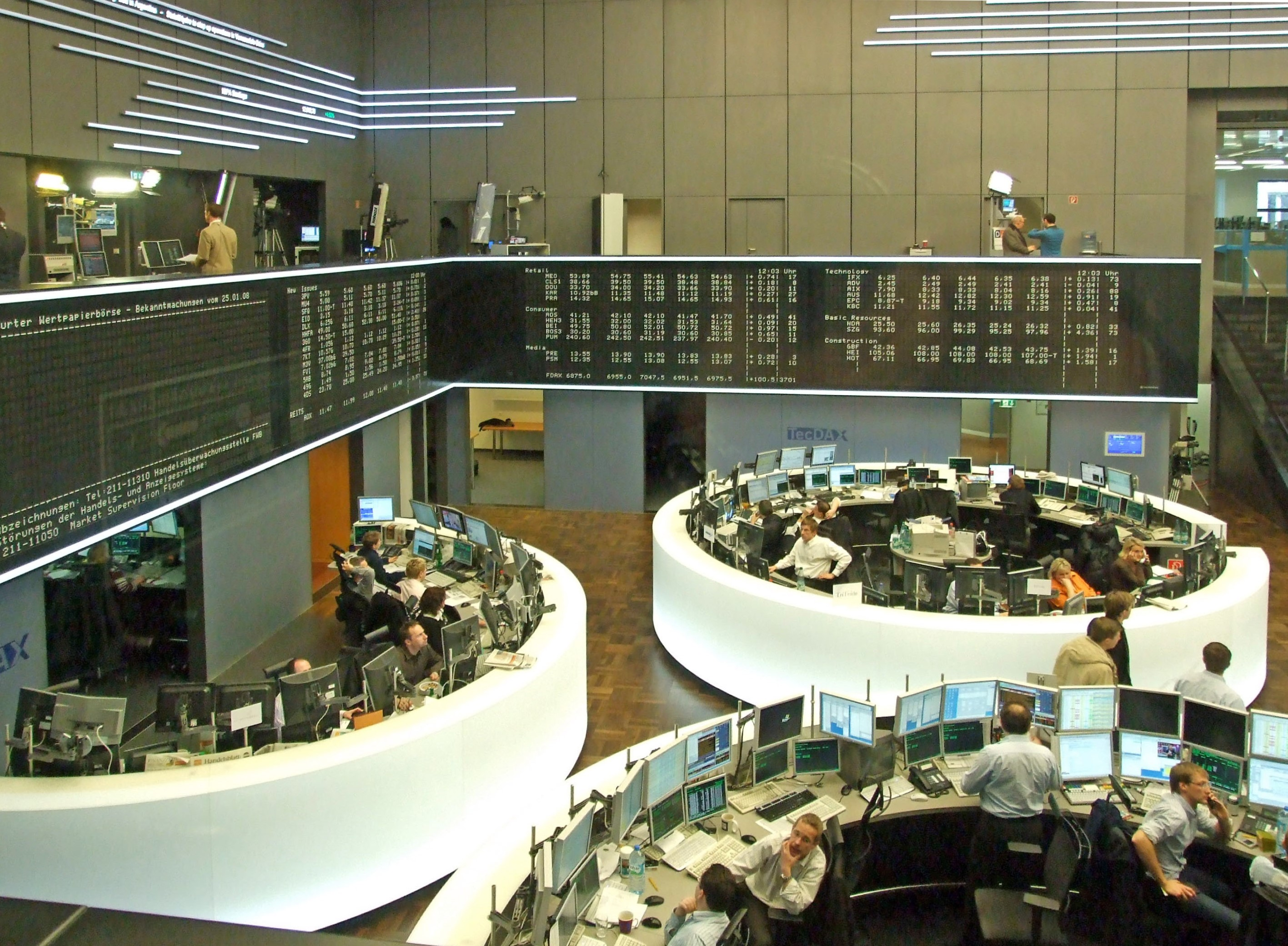
Bloomberg Deutschland TV-Studio an der Frankfurter Börse (links auf der Empore)

In Talkrunden wurden unter anderem Themen mit Finanzexperten erörtert. Bekannte Bloomberg-Moderatoren wie Philipp Encz und Andreas Scholz führten durch Sendungen wie Chefsache, Seitenweise Wirtschaft oder Bloomberg Exklusiv. Eine weitere bekannte Moderatorin war Susanne Schmidt, die Tochter des ehemaligen Bundeskanzlers Helmut Schmidt. Zum Moderatoren-Team gehörten auch Richard Weiß, Wilhelm Kötting, Judith Bogner und Melanie Kösser.
Beim Programmstart des Senders war das Bild noch in mehrere Segmente eingeteilt. Links oben befand sich das eigentliche Fernsehbild, unten und rechts wurden Aktienkurse, Indexdaten, Aktiencharts und Nachrichten eingeblendet. Dieser „Multiscreen“ wurde aber sukzessive zu einem Vollbild mit Laufbändern geändert – wie es auch bei anderen Nachrichtensendern üblich ist. Im August 2007 wurde das Design in den Vereinigten Staaten, im November dann beim britischen Ableger ausgetauscht. In Deutschland erfolgte die Umstellung am 21. Januar 2008.
Zum 1. Februar 2008 wurde die analoge Verbreitung über ASTRA eingestellt. Im Zusammenhang mit der Einstellung der deutschen Version wird eine Verbreitung des Senders über das analoge Kabelnetz nicht weiter verfolgt.

## Einstellung der internationalen Ableger
Nach Medienberichten vom Februar 2009 sollten sämtliche Ableger des US-amerikanischen Nachrichtensenders, die nicht englischsprachig senden, 2009 ihren Sendebetrieb einstellen. Zum 9. März 2009 wurden die eigenständigen Ableger in Deutschland, Frankreich, Italien und Spanien eingestellt. Seitdem wird über die bisherigen Frequenzen der entsprechenden Sender Bloomberg Europe als paneuropäischer Feed ausgestrahlt, welcher im Rahmen der global verbreiteten Sendungen für den europäischen Markt relevante Informationen im Laufband sowie während der Werbepausen verbreitet. Der britische Ableger existiert insofern noch, da die Werbezeiten weiterhin gesondert vermarktet werden; davon abgesehen gibt es keine inhaltlichen Abweichungen zu Bloomberg Europe.
Der Fernsehdienst von Bloomberg Japan wurde zum 30. April 2009 abgeschaltet; die Frequenzen übernahm Bloomberg Asia-Pacific mit Sitz in Hongkong. Brasilien und Lateinamerika werden inzwischen ebenfalls mit dem globalen Programm versorgt; die Laufbänder und Werbepausen werden jedoch weiterhin in spanischer Sprache gestaltet.
Fremdsprachige Ableger werden seitdem ausschließlich in Kooperation mit heimischen Unternehmen bestritten. So gibt es mit Bloomberg Habertürk ein Angebot für den türkischen Markt sowie mit Bloomberg UTV ein indisches Programm. In Japan kooperiert Bloomberg mit den Sendern Fuji Television und Tokyo Broadcasting System und produziert einzelne Programmsegmente. Für diese Märkte werden zusätzlich umfassende Informationsangebote im Internet betrieben. Für die Mongolei wurde in Zusammenarbeit mit der Trade & Development Bank of Mongolia ein weiterer Ableger namens Bloomberg TV Mongolia aufgebaut, der seinen Sendebetrieb im April 2012 aufgenommen hat.

## Programm
Das werktägliche Echtzeit-Informationsprogramm wird – mit Ausnahmen – weltweit übertragen. Aus Sicht der europäischen Zuschauer werden die Sendungen aus Hongkong im frühen Morgenprogramm, die aus London am Vormittag und Mittag und die Formate aus dem Hauptsitz der Mediengruppe in New York City am Nachmittag und am Abend übertragen. Um das Tagesgeschehen in ihrer jeweiligen Region umfassender abbilden zu können, können die Ableger aus dem globalen Programm zeitweise aussteigen, was beispielsweise am Mittag und Vorabend in Europa geschieht oder abends in den Vereinigten Staaten, wo in der Prime Time zunehmend keine Berichterstattung aus Asien – zugunsten weiterer amerikanischer Formate – mehr erfolgt.
Bloomberg Europe ergänzt das Programm am Wochenende durch begleitende Wirtschafts-, Finanz-, Diskussions- und Politikformate, Sportprogramme wie zum Beispiel Rugby-, Segel-Übertragungen und Rennen der GT3 Europe sowie durch unterhaltende Sendungen wie etwa der TV-Ableger des Magazins Monocle mit Tyler Brûlé.
Der Sender wiederholt seit 2009 weltweit in den Abendstunden die Vortagesausgabe der PBS-Gesprächssendung Charlie Rose mit dem titelgebenden Gastgeber. Die Talkshow wird seit 1994 in den Studios von Bloomberg in New York City produziert. Rose steht Bloomberg zudem für Sondersendungen zur Verfügung.
Im laufenden Programm werden Aktienkurse im Laufband sowie Indexdaten, Schlagzeilen, Datum und Uhrzeit eingeblendet.
Das Programm von Bloomberg Television wird weltweit seit dem 25. April 2011 in HD produziert. Bloomberg HD wird seit Mai 2011 zunächst nur in den Vereinigten Staaten verbreitet. Dort macht der Sender wieder vom „Multiscreen“-Prinzip Gebrauch (siehe oben).
Die SD-Kanäle wurden dabei nicht auf das Breitbildformat umgestellt. Die in der Höhe nun freistehende Fläche wird für die Laufbänder genutzt. Bisher haben diese den unteren Bereich des Sendesignals überdeckt.

## Empfang
Das Programm von Bloomberg Television kann man im deutschsprachigen Raum folgendermaßen empfangen:
- DVB-C (digitales Kabelnetz): zum 4. Januar 2016 wurde die Verbreitung im Vodafone-Kabel-Deutschland-Kabelnetz eingestellt. Der Empfang über Unitymedia und Kabelkiosk ist weiterhin möglich.
- DVB-S (digitales Satellitenfernsehen): Astra 19,2° Ost, 12.604 MHz horizontal polarisiert, Symbolrate: 22.000 kBd, FEC 5/6; Hotbird 13° Ost, 11.137 MHz horizontal, Symbolrate: 27.500 kBd, FEC 3/4[9]
- DVB-S2 (digitales Satellitenfernsehen): Astra 28,2° Ost, 11.686 MHz vertikal polarisiert, Symbolrate: 23.000 kBd, FEC 2/3;
- DVB-T2 (via HbbTV kostenfrei auf Freenet TV connect)
- Livestream

Außerdem gibt es die FAST-Channels Bloomberg TV+ und Bloomberg Originals.